# Ta Keo

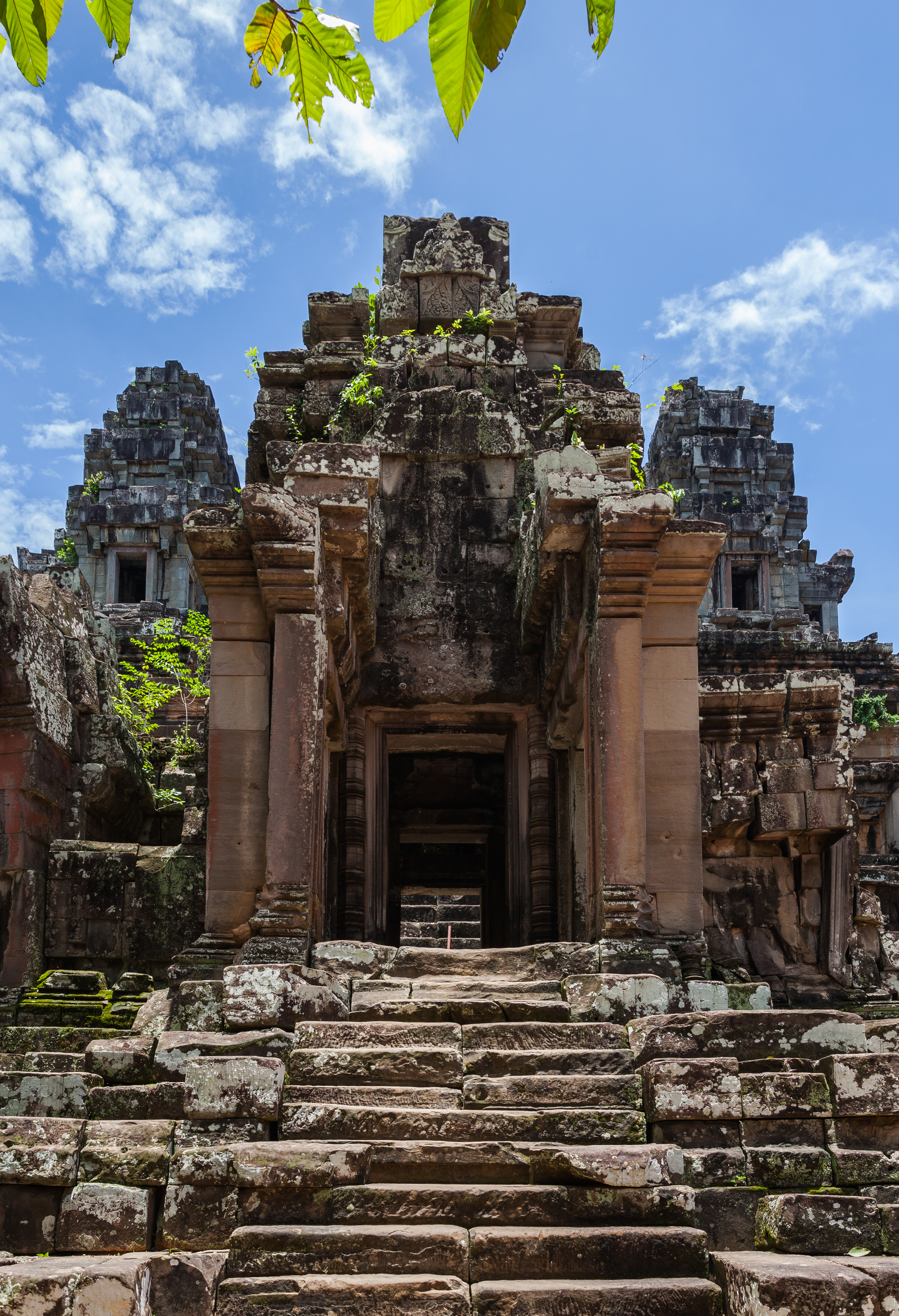
Vista frontale

Ta Keo (in lingua khmer: ប្រាសាទតាកែវ) è un tempio-montagna, in Angkor (Cambogia), probabilmente il primo ad essere stato costruito totalmente in arenaria dai Khmer.

## Descrizione
Ta Keo fu iniziato da Jayavarman V, figlio di Rajendravarman, il costruttore del Pre Rup. Come il Pre Rup, Ta Keo ha cinque torri santuario disposte a quinconce, che si ergono sul livello superiore di una piramide a gradoni di cinque piani circondata da un fossato, in una rappresentazione simbolica del Monte Meru.
Il suo aspetto particolarmente massiccio è dovuto all'assenza di decorazioni esterne, dato che i lavori di scolpitura erano appena iniziati quando furono interrotti, oltre che ad un uso elaborato di effetti prospettici. È considerato un esempio del cosiddetto stile Khleang.
L'asse principale del tempio va da Est a Ovest. Una strada lastricata sopraelevata lunga 500 metri congiunge l'ingresso orientale a un approdo che dà sul Baray orientale, con il quale il Ta Keo era in stretta relazione. Gli argini esterni del fossato che un tempo circondava il tempio misurano 255 m per 195 m.
I primi due livelli della piramide sono due ampie terrazze. La prima misura 122 m per 106 m ed il suo muro di arenaria, su una base in laterite, costituisce la recinzione più esterna. Lungo il lato est vi sono due lunghe costruzioni a galleria, illuminate da finestre dotate di balaustrate, il cui tetto era probabilmente fatto di legno e tegole.
La seconda terrazza si eleva di 5,5 m sopra la prima. Entrambe hanno un gopura in corrispondenza di ciascuno dei quattro punti cardinali. Ogni gopura ha tre ingressi indipendenti e una torre centrale con una copertura fatta di piani sempre più piccoli a salire.

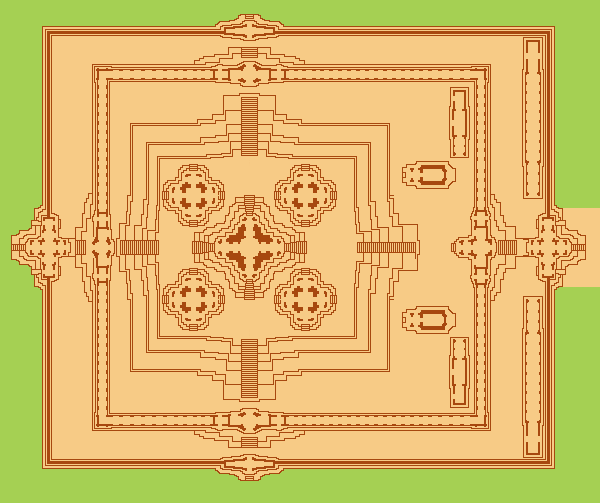
Mappa di Ta Keo

Sul bordo della seconda terrazza, una galleria senza soluzione di continuità larga 1,4 m costituisce il muro di recinzione interno. Le sue finestre si aprono solo verso l'interno e misura 80 m per 75 m. È un elemento davvero interessante del tempio, in quanto non ha porte vere e proprie e sembra avere funzioni puramente decorative. È il primo esempio di galleria Khmer (assieme a quella del Phimeanakas). Nei templi precedenti (ad esempio il Pre Rup) si trovano delle lunghe costruzioni che seguono i muri di recinzione senza continuità. La galleria non ha un tetto in pietra, probabilmente anch'essa (come le costruzioni della terrazza inferiore) era dotata di un tetto in legno e tegole.

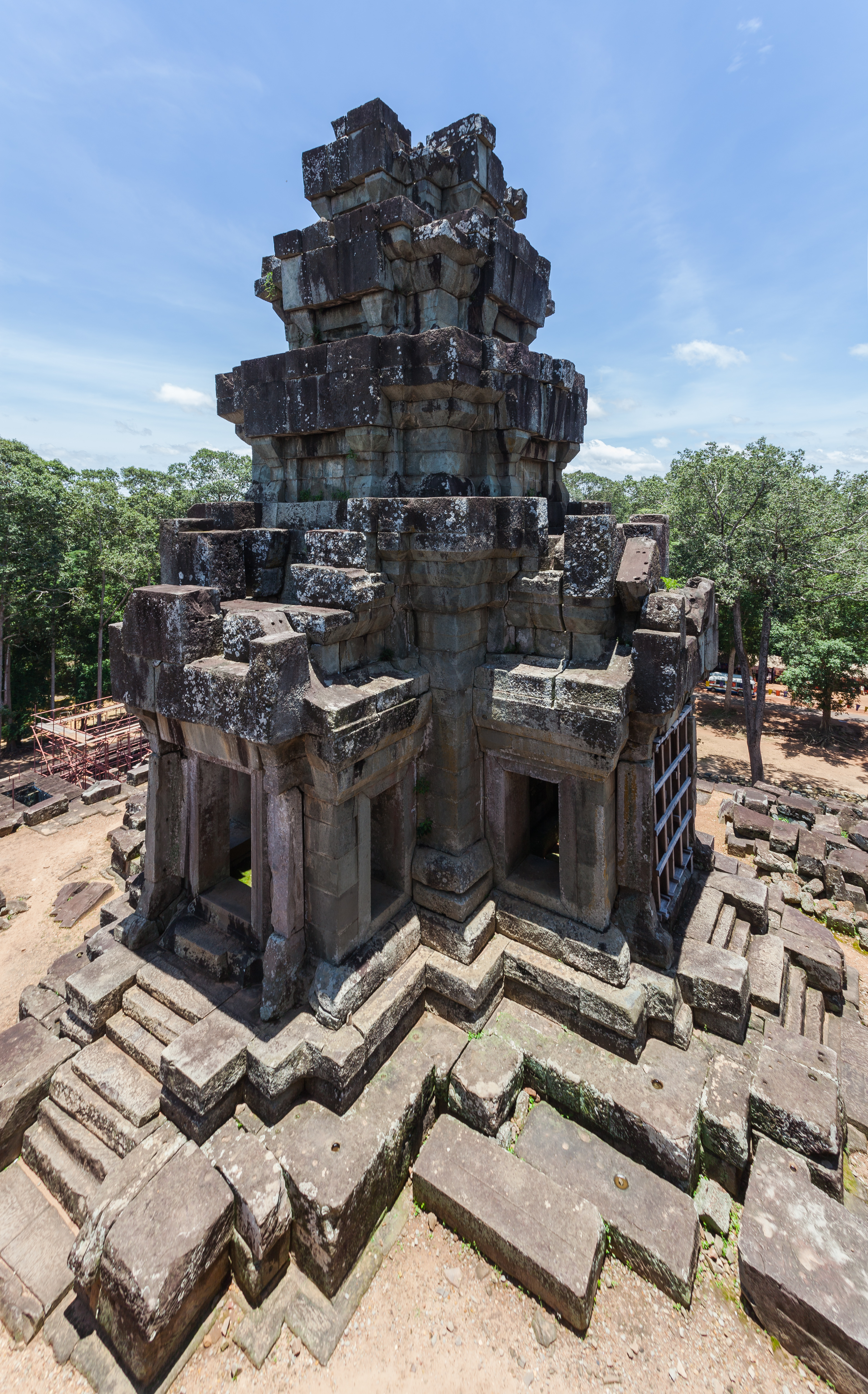
Una delle torri minori

Negli angoli del lato orientale della seconda terrazza vi sono due costruzioni, versioni più corte degli edifici a galleria ben più lunghi della prima terrazza. Spostandosi verso l'asse centrale si trovano due piccole "biblioteche", con ingresso a ovest e finestre cieche ai piani superiori.
La piramide quadrata finale si innalza di 14 metri sopra la seconda terrazza come un corpo unico, visto che i tre gradoni che la costituiscono hanno spaziature laterali scarse e percorribili con difficoltà, tanto che le quattro scalinate che portano alla sommità non hanno soluzione di continuità.
Alla base misura 60 m di lato, mentre lo spiazzo sulla sommità misura 47 m di lato e si trova 21.5 metri sopra il livello del terreno. L'assenza di decorazioni esterne le dona un aspetto davvero massiccio. Peraltro sulla facciata est sono ancora visibili, per quanto danneggiati, degli abbozzi delle decorazioni esterne interrotte, consistenti di immagini floreali in bassorilievo. Ai piedi della ripidissima scalinata orientale vi è una statua di Nandi a riposo, a conferma che Ta Keo fosse un tempio dedicato originariamente a Shiva.

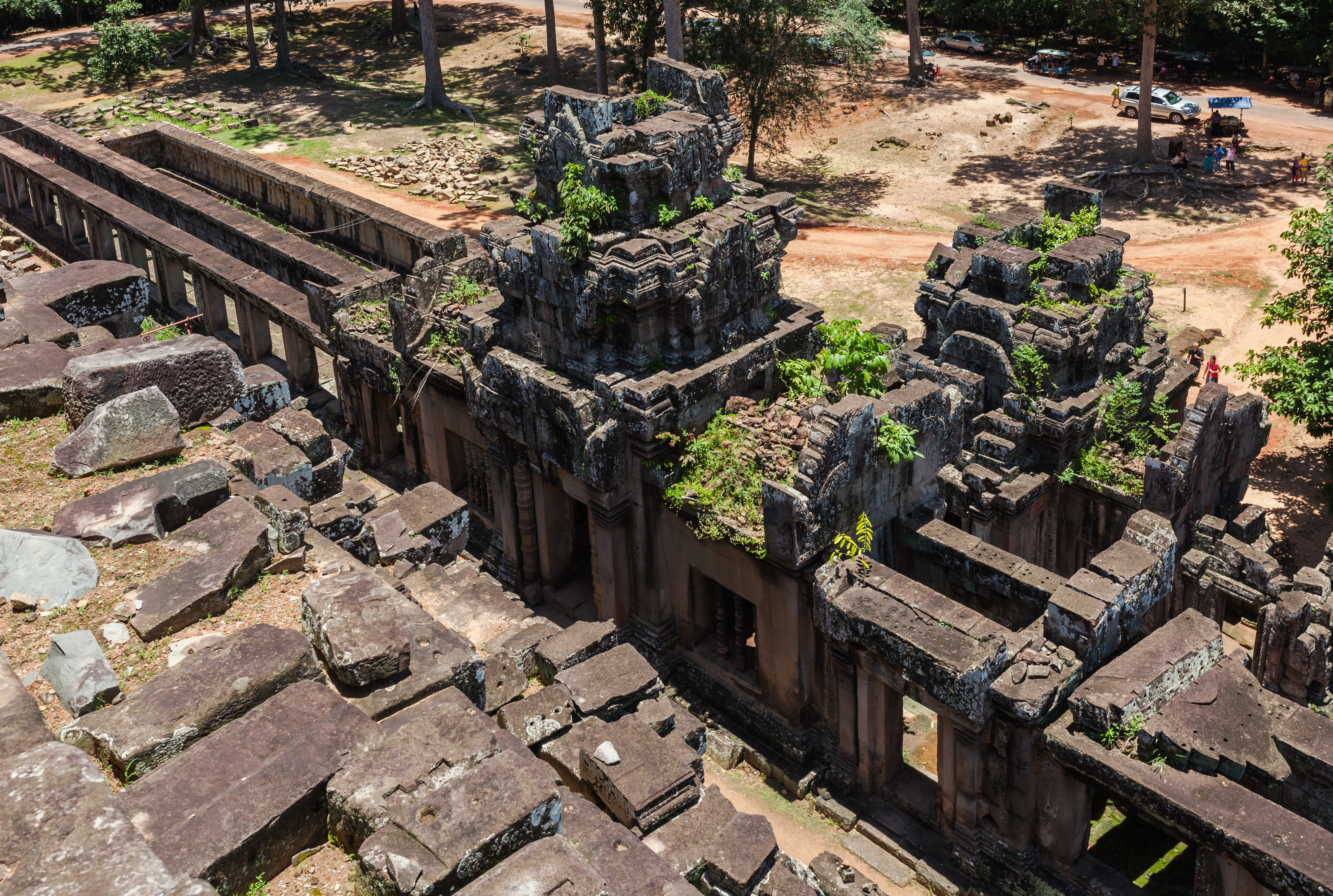
Vista delle parete esterna

Le quattro torri santuario d'angolo sulla sommità sono posizionate ciascuna su un proprio basamento alto 0,8 m e si aprono verso i quattro punti cardinali con vestiboli sporgenti dal corpo della costruzione. La torre centrale, che domina le altre dal suo basamento alto ben 4 metri, ha una pianta simile ma con vestiboli doppi. Nelle camere dei santuari (larghe circa 4 metri) e attorno alle torri sono stati ritrovati frammenti di linga e parecchie statue. La cima della torre centrale raggiunge l'altezza di 45 metri sul livello del suolo.

## Storia
Jayavarman V successe a suo padre, Rajendravarman, nel 968 d.C., appena decenne. I primi anni del suo regno furono caratterizzati da rivolte interne e gli alti funzionari e i generali cui doveva necessariamente appoggiarsi detenevano l'effettivo potere. All'età di diciassette anni (nel 975 d.C.), iniziò la costruzione del suo tempio di stato, attualmente conosciuto come Ta Keo, che fu dedicato intorno all'anno 1000. Nelle iscrizioni del tempo è chiamato Hemagiri o Hemasringagiri ("la montagna dalle cime dorate"). Il tempio rimane incompiuto. Yogisvarapandita, un prete di alto lignaggio che divenne ministro di Suryavarman I e "ricevette in dono" il tempio dal Re molti anni più tardi, racconta nelle iscrizioni che un fulmine colpì il tempio ancora in costruzione, un pessimo presagio, cosicché i lavori furono interrotti. Forse i lavori furono interrotti semplicemente a seguito della morte di Jayavarman V, dato che la successione non fu lineare e le relative lotte si protrassero per anni. In effetti il tempio fu centro di culto continuativamente fino al tredicesimo secolo e lo stesso Yogisvarapandita praticava rituali religiosi presso gli altari dei primi livelli del tempio.
Un termine strettamente connesso a Hemasringagiri è Jayendranagari (che in sanscrito significa "capitale del re vittorioso"), la residenza reale o forse la nuova capitale di Jayavarman V. Peraltro le testimonianze archeologiche di tale ipotetico complesso sono molto scarse. Al giorno d'oggi rimane solo una torre a sud-ovest del tempio, simile alle torri d'angolo del Ta Keo, con un insolito ingresso unico verso sud.